# Stoianka Gruitxeva
Stoianka Gruitxeva (búlgar: Стоянка Курбатова)  (Plòvdiv, 18 de març de 1955), de casada Kurbatova, és una remadora búlgara, ja retirada, que va competir durant la dècada de 1970.
El 1976 va prendre part en els Jocs Olímpics d'Estiu de Mont-real, on va guanyar la medalla d'or en la prova del dos sense timoner del programa de rem. Va formar equip amb Sika Kelbetxeva. Quatre anys més tard, als Jocs de Moscou, va guanyar la medalla de bronze en la mateixa prova i la mateixa parella.